# Fundação Hospitalar do Estado de Minas Gerais
A Fundação Hospitalar do Estado de Minas Gerais (FHEMIG) é uma fundação, criada em 1977, que surge com a proposta de melhorar a assistência ao usuário do Sistema Único de Saúde (SUS) através da articulação entre os hospitais mineiros da rede pública. 
Atualmente destaca-se por sua eficiente gestão administrativa e pelo controle de diversas instituições de saúde em Minas Gerais.

## Origem
Dada a necessidade de se elaborar uma conexão entre cada esfera da administração da saúde pública de Minas Gerais, os gestores mineiros viram a necessidade de se criar um órgão que se encarregasse dessa função. Dessa maneira, para atender as exigências regionais e locais, além de articular todo o setor hospitalar de Minas Gerais, foi criado o Sistema Operacional de Saúde Pública do Estado.
Todavia, com a permanência da dificuldade de se interligar os sistemas de saúde, temos em 1977 a gênese da Fundação Hospitalar de Minas Gerais (FHEMIG) como tentativa de reversão desse quadro.
Fruto da fusão da Fundação Estadual de Assistência Leprocomanial (FEAL), da Fundação Estadual de Assistência Médica de Urgência (FEAMUR) e da Fundação Estadual de Assistência Psiquiátrica (FEAP), a FHEMIG possibilitou a articulação almejada e conseqüente melhoria da assistência ao usuário do Sistema Único de Saúde (SUS).
Inicialmente, as unidades médicas regidas pela Fundação Hospitalar do Estado de Minas Gerais eram: “o Instituto Raul Soares (1922), o Centro Psicopedagógico (inaugurado em 1927 com a designação de Hospital de Neuropsiquiatria Infantil), o Hospital Galba Velloso (1962) e o Centro Hospitalar Psiquiátrico de Barbacena (fundado em 1903 com o nome de Hospital de Assistência a Alienados e que teve seu nome mudado para Hospital Colônia de Barbacena, 1934)”

## Evolução
Pouco após a gênese da FHEMIG, mais precisamente em 1979 ocorre o III Congresso Mineiro de Psiquiatria. Nesse evento, que contou com a presença de psiquiatras, médicos e jornalistas, a população em geral pede o fim dos métodos coercitivos e violentos para contenção dos doentes psiquiátricos. Além disso, denuncia os hospitais da rede por ministrarem maus tratos aos seus internos.
Ainda nesse congresso, graças à presença do psiquiatra italiano Franco Basaglia, temos o fortalecimento dos pedidos para o fim da deshospitalização psiquiátrica frente à implantação da psiquiatria democrática.
Dessa maneira, com a ocorrência do Congresso Mineiro, vemos uma reestruturação do atendimento médico e o início da reforma psiquiátrica nos hospitais: “Pode-se avaliar que a reforma psiquiátrica de Minas Gerais teve início a partir desse evento”.
Já nos anos 1980, os diretores da FHEMIG aprovam o começo do Projeto de Reestruturação da Assistência Psiquiátrica Pública, que teve início no Instituto Raul Soares e se espalhou para os demais hospitais da rede.
Atualmente, a Fundação Hospitalar do Estado de Minas Gerais conta com um moderno sistema de gestão administrativa, sendo considerada “a maior rede de hospitais públicos da América do Sul, mantendo 20 unidades que assistem a população de Minas Gerais e outros estados, oferecendo serviços especializados de referência, em consonância com a política estadual de saúde”.
Ademais, além de seus hospitais oferecerem estágios para estudantes de Psicologia, a FHEMIG ainda desenvolve “30 programas de residência médica credenciados pelo Ministério da Saúde e Educação, com 325 bolsas distribuídas entre as mais importantes áreas da Medicina”. A soma de todos esses fatores renderam a rede a categoria de membro da Associação Brasileira de Hospitais Universitários (ABRAHUE) e da Associação Brasileira de Escolas Médicas (ABEM) em 1996.

## Complexos assistenciais
Hoje, a FHEMIG tem atuação em seis complexos assistenciais:
- Urgência e emergência: Hospital João XXIII, Hospital Maria Amélia Lins, Setor Ortopédico do Hospital Galba Velloso, Hospital Infantil João Paulo II e Hospital Cristiano Machado.[5]
- Especialidades: Maternidade Odete Valadares, Hospital Eduardo de Menezes, Hospital Alberto Cavalcanti.[6]
- Saúde mental: Centro Hospitalar Psiquiátrico de Barbacena, Centro Mineiro de Toxicomania, Centro Psíquico de Adolescência e Infância, Hospital Galba Velloso, Instituto Raul Soares.[7]
- Hospitais Gerais: Hospital Júlia Kubitscheck, Hospital Regional Antônio Dias, Hospital Regional João Penido, Hospital Geral de Barbacena Doutor José Américo.[8]
- MG Transplantes: “composto por centros de notificação, captação e distribuição de órgãos na região Metropolitana de Belo Horizonte, Zona da Mata, Sul, Oeste, Nordeste e Leste do Estado”.[9]
- Reabilitação e cuidado ao idoso: Casa de Saúde São Francisco de Assis, Casa de Saúde Santa Izabel, Casa de Saúde Santa Fé, Casa de Saúde Padre Damião.[10]